# Trichilia ambiranensis
Trichilia ambiranensis är en tvåhjärtbladig växtart som beskrevs av Callm. & Phillipson. Trichilia ambiranensis ingår i släktet Trichilia och familjen Meliaceae. Inga underarter finns listade i Catalogue of Life.